# アンドレア・レオナルディ
アンドレア・レオナルディ（Andrea Leonardi、1967年4月26日 - ）は、イタリア・ミラノ出身の作詞家・作曲家、音楽プロデューサー、ミュージシャン。プロデューサー・アーティストとしての芸名はBratt Sinclaire（ブラット・シンクレア）。芸名は『ダンディ2 華麗な冒険』にてロジャー・ムーアが演じたキャラクター・「ブレット・シンクレア卿」のもじり。2020年現在は、レコードレーベル・『SinclaireStyle』を主宰している。

## 来歴
高校教員をしていた両親のもとで育ち、音楽鑑賞が趣味だった両親の影響で少年時代よりエルヴィス・プレスリーやAC/DCなどを愛聴する。やがてAC/DCのリーダーであるアンガス・ヤングの影響でギターに関心を持ち、後にヘヴィメタル方面を中心に音楽活動を始める。このときの経歴もあってロックへの造詣が非常に深く、彼が手掛けるユーロビート楽曲の題名も著名なロックの楽曲からの引用が多く見られる。
1984年、AC/DCのファンミーティングで、スラッシュメタルバンド・Bulldozerのリーダーであったアルベルト・コンティーニと知り合い、後にBulldozerのライブスタッフを幾度も務め、同バンドのライブアルバムやEPの製作にも携わる。A. BEAT-C離脱後も、同バンドメンバーとは交流があり、2009年には本名名義にてBulldozerの5thアルバム「Unexpected Fate」をプロデュースしている。
1990年、コンティーニの勧誘を受けて、コンティーニとデイブ・ロジャースらが設立したユーロビートレーベル「A-BEAT C」よりリリースされた「OH OH OH GIRLS ARE DANCING / THE BIG BROTHER」を手掛けたことを機に、ユーロビートのコンポーザーとしても活動を始め、レーベルのクライアントであるAVEXのコンピレーションシリーズ『SUPER EUROBEAT』およびその派生シリーズに大多数の楽曲を提供するようになる。松浦勝人から他のアーティストやプロデューサーのように英語風の名前を名乗ることを勧められたことを機に、この時期よりブラット・シンクレアという芸名を使用し始める。
1992年には、ロジャースやコンティーニと共にユニット「RODGERS, CONTINI & SINCLAIRE」を結成するなど、同レーベルのメインソングライター兼プロデューサーとして多数の楽曲を製作するも、あくまでもコラボレーターという扱いでの参加であった。
1994年頃より、コラボレーターとして製作活動を続けることに嫌気がさしたことなどもあって、ロジャースらとは別行動で単独で楽曲製作・プロデュースをするようになり、翌年1995年にはロジャースやコンティーニとの話し合いの末、単独でミラノに帰郷して、自身のスタジオ「MEVERICK STUDIO」を設立し、ほぼ完全な単独作業での製作体制に移行する。
1995年に制作した「ANGEL IN LOVE / CASANOVA」を最後にA-BEAT Cを離脱したが現在に至るまでリリースされず、その前の曲である「BOMBER / EDO」が最後のリリースとなった。
同年、TIME RECORDSにて活躍していたローラン・ジェルメッティやクララ・モローニと合流し、新レーベル「DELTA」（現DELTA MUSIC INDUSTRY）の設立に参加。SUPER EUROBEAT収録楽曲の第1弾（CD「SUPER EUROBEAT Vol.64」にて、1曲目に収録）としてリリースされた「MONEY GO! / MARKO POLO」は、SUPER EUROBEATのリクエスト・カウントダウンで1位を獲得した。
A-BEAT C時代の「RODGERS, CONTINI & SINCLAIRE」と同様、ジェルメッティやモローニと共に組んだユニット「NEWFIELD-MORONI-SINCLAIRE」名義で複数の楽曲を発表している（「DELTADANCE.COM / NEWFIELD-MORONI-SINCLAIRE」など）。
1998年には、自身が前年の初頭に制作した「NIGHT OF FIRE / NIKO」が大ヒットし、パラパラの代表曲になると共に、アニメ『頭文字D』でも使用された。近年でもSUPER EUROBEATにおけるリクエスト・カウントダウンで頻繁に1位になるなど、人気がある。お笑いタレント長州小力が、パラパラを踊る際にも使用している。
ユーロビート製作・プロデュースの傍ら、ハイパーテクノやイタロダンスの楽曲も積極的にリリースしており、DELTA時代には、その傘下として設立されたEASY BEATにて、BulldozerのギタリストでありA-BEAT C時代にハイパーテクノ部門を担当していたアンディ・パニガーダ、A-BEAT C時代にDr.DOPE名義でラップを担当していたファウスト・グウィオと共に、「TEMPO / THE PROPHET」や「CRAZY TRAIN / THE PROPHET」「NEVER NEVER KNOW / TECHNO MOB」「MADE IN NEW YORK / TECHNO MOB」などのヒット作を量産した。
2006年、「THIS LOVE / LESLIE PARRISH」の制作を最後にDELTAを脱退。DELTA在籍時の最後のリリース曲は、SUPER EUROBEAT VOL.169収録の「IF YOU EVER LEAVE ME / ALE」であった。
2007年、自身が主宰する新レーベル『SinclaireStyle』を設立。同時期より、活動拠点をミラノからレッコに移している。設立から間もない頃は、ハイパーテクノの製作を中心に据え、DELTA離脱から時間を置いた2008年リリースのSUPER EUROBEAT VOL.186にて、レーベル第1弾の新規制作ユーロビート楽曲である「LET'S GO WILD! / NIKO」をリリースしてからは、ユーロビート・ハイバーテクノ双方で活動。
2019年1月25日より、iTunes Store・Google Play Music・Amazon Music・Spotifyなどの各種ダウンロード音楽販売サービスや購読サービスにて、お蔵入りとなっていた楽曲や未収録楽曲を含めて、DELTA在籍時～SinclaireStyle時代（2017年まで）にかけて制作してきたユーロビート楽曲の（DELTA MUSIC INDUSTRYが保有している3曲を除く）全曲を収録したコンピレーションシリーズの「Bratt Sinclaire Eurobeat Style」と、EASY BEAT時代～SinclaireStyle時代（2017年まで）にかけて制作したハイパーテクノ楽曲を（蔵出し・未発表曲も含めて）全曲網羅したコンピレーションシリーズの「Bratt Sinclaire Techno Style」を、同日一斉リリースしている。

## 代表曲
A-BEAT C時代(1990-1995)
- 「STRANGER / EDO」(HINOKY TEAM名義)
- 「TORA TORA TORA / DOMINO」(HINOKY TEAM名義。MAXが同名でカバー。)
- 「BURNING LOVE / D-ESSEX」(HINOKY TEAM名義。安室奈美恵が「ハートに火をつけて」としてカバー。)
- 「TOKYO TOKYO / D-ESSEX」(Coming Centuryが「Theme Of Coming Century」としてカバー)
- 「TOO YOUNG TO FALL IN LOVE / EDO」

他、多数。
SinclaireStyle時代(1995-2006 DELTA在籍時)
- 「MONEY GO! / MARKO POLO」
- 「YESTERDAY / CHERRY」(D&Dが「Remembering YESTERDAY」としてカバー)
- 「NIGHT OF FIRE / NIKO」(dreamおよびHINOIチーム with コリッキーが同名でカバー)
- 「NO ONE SLEEP IN TOKYO / EDO BOYS」
- 「MADE OF FIRE / NIKO」

他、多数。
SinclaireStyle時代(2007-現在)
- 「SUPER EUROBEAT / NIKO」
- 「1.2.3.4. FIRE! / DEJO」
- 「PASSPORT TO DANCE / EURODUDES」
- 「LOVING EUROBEAT / DEJO & BON」
- 「BOYS GONE WILD / DEJO」

他、多数。
それ以外の楽曲の詳細は、レーベル公式サイト「SinclaireStyle - Official Site」のCatalogueのページ、またはBratt Sinclare個人の公式サイト「BRATT SINCLAIRE 2.0」のdiscographyを参照のこと。